# Битва при Нолі (216 до н.е.)
Битва при Нолі (216 рік до Р.Х.) — битва між карфагенським військом на чолі з Ганнібалом та римською армією під управлінням Марка Клавдія Марцелла біля стін містечка Ноли (30 км від Неаполю). Перша битва між римлянами та пунійцями під час Другої Пунічної війни після битви при Каннах. Вважається серед античних авторів першою перемогою римлян над Ганнібалом, а також є першою із трьох битв за Нолу.

## Передумова битви

### Поразка при Каннах
Після битви при Каннах військо Римської Республіки практично перестало існувати як повноцінна сила проти Ганнібала. Від більш ніж 80-тисячної армії після поразки вижити зуміли лише дві неорганізованих групи солдат, які відступили до міст Канузій та Венузій. Ситуація в Римі також перебувала в край тяжкому положенні. По місту почали проходити хвилювання та відкрита паніка. Всі чекали появи ворога біля стін. Водночас сенат вирішив назначити диктатора, яким став Марк Юній Пера. Новий диктатор активно готував нові війська для продовження війни, а разом із тим для оборони міста.
Однак, карфагенський полководець не виступив до столиці Республіки. Замість цього він дав війську час на відпочинок. Існує дискусія щодо того, чому Ганнібал не послухався поради Магарбала, і не пішов відразу на Рим. Основною причиною вважають те, що для швидкого переходу з Канн до Риму потрібно витратити чимало сил, який у пунійців після довготривалої битви не було. Крім того, саме місто славилося своїми розмірами та захистом. Скоріш за все, Ганнібал вирішив не ризикувати брати столицю виснаженими частинами і без підірву військово-політичної сили Риму на території Італії.
Замість того він після відпочинку відправився в Самніум, сподіваючись знайти підтримку та нових союзників, оскільки саме цей регіон чинив найбільший опір римлянам. Пунійці направилися до міста Компсе, куди їх призивав Статий Требій, який належав до аристократичної сім’ї. До цього він розширив чутки по місту, немов Ганнібал після перемоги при Каннах мчався сюди, що змусило тодішню владу Компсе, про римський рід Мопсиїв, втекти з міста.
Прихід війська пунійців було сприйнятий спокійно. Требій здав місто без бою, а разом із тим прийняв розміщення тут карфагенського гарнізону. Ця подія стала знаковою і собою показувала майбутнє положення справ у регіоні. Вплив Риму значно похитнувся на території Апулії, Самнії, Лукації, Брутії та Кампанії. Міста переходили на бік переможця і прагнули отримати привілеї та вольності, які обіцяв Ганнібал. Разом із появою нових союзників, Карфаген також зменшив можливості військової машини Республіки, яким доводилося шукати нові методи набору військ у легіони, а також вирішувати не менш важливу проблему у вигляді стримування сил супротивника.
Важливо підмітити, що не всі міста добровільно переходили на сторону Карфагену. Значна частина латинських колоній Північної Італії, зокрема Брундісій, Венусія, Пестум, залишалися вірні союзу з Римом. Пояснювалося це тим, що в разі перемоги Ганнібала, вони ризикували втратити землі, які полководець пунійців обіцяв передати місцевому корінному населенню. Крім того, в регіоні досі діяла невелика за чисельністю римська армія під командуванням римського претора Марка Клавдія Марцелла, якому було доручено взяти під командування залишки римського війська та організувати захист лояльних Риму міст від Ганнібала. Це військо само по собі не могло становити загрозу армії Карфагену, але при грамотному використанні (як, наприклад, дії під Нолою) могла підірвати задуми пунічного полководця. Після переходу Компса, Ганнібал відправив свого брата Магона із невеликим військом у Самній, щоб він добровільно приймав або змушував місцеві міста переходити на бік Карфагену, а сам відправився у бік Неаполю.

### Питання Неаполя
Одним із міст, який до сих пір залишився лояльним до Риму, був Неаполь. Ганнібалу було вкрай важливо переманити його під свій контроль, оскільки він дозволяв підкріпленням пунійців досягати прямо до його позицій, замість того, щоб висаджуватися в портах Північної Італії та проходити довгий шлях до карфагенського війська.
Причини збереження Неаполем вірності Риму історики пояснюють двома тезами:
1. Негативним відношенням неаполітанців до пунійців, зумовлене їх політичними відносинами в минулому, до переходу під контроль Риму.
2. Збереженням місцевої аристократії лояльності римлянами, в більшості яке випливало із м’якого відношення з ними (Неаполь підкорився Риму зі збереженням місцевого самоврядування).
В будь-якому разі, Ганнібал не спромігся домовитися із містом про перехід на бік пунійців, а організована після цього засада, в яку потрапила вся кіннота неаполітанського ополчення, ніяк не вплинуло на положення справ. Карфагенське військо не могло почати облогу міста без надійного тилу, а потому Ганнібал звернув свою увагу до Капуї.

### Ганнібал та Капуя
Капуя вважалася другим за могутністю містом в Італії після Риму. Вона самотужки могла виставити до 20 тисяч піхоти і 4 тисяч кінноти, мала достатньо розвинуту економіку та достатні запаси провізії. Для Риму було дуже важливим, щоб Капуя зберегла лояльність, оскільки могла самотужки протистояти пунійцям, а заодно і стати важливим оборонним постом Республіки на території Кампанії. Але справа в тому, що настрої в місті були неоднозначними: плебеї стали в більшості на бік Карфагену, та й місцевий сенат не міг визначитися, на який бік стати.
Кардинально змінилася ситуація після втрати політичної сили сенату і встановлення контролю над ним аристократа Пакувія Валанія, який мав антиримські настрої. Внаслідок цього Капуя почала діяти. Вона відправила посольство до Теренція Варрона, який перебував у Венузії із залишками римської армії. У ході розмови римський консул не став приховувати скрутне становище Риму, і було запропоновано Капуї виступити на допомогу Республіки так само, як і вона колись допомагала місту в захисті проти самнитів. Однак замість цього серед посольства, та й в самому місті поширилося прагнення вийти зі складу союзників Риму та встановити власну гегемонії над Італією за допомогою Карфагену (оскільки вважалося, що пунійці після війни покинуть її).
Разом із тим Тит Лівій писав також про ще одне посольство, яке було відправлено в столицю. Там Капуя заявила, що готова залишитися вірною своїм союзникам, але для цього один із римських консулів повинен був стати капуанець. Сенат сприйняв вимогу негативно і наказав посольству негайно виїхати з Риму.
В будь-якому разі Ганнібалу дуже повезло, оскільки Капуя була під контролем антиримської партії, чиї власні амбіції він міг використати для утворення навіть якщо і тимчасового, але життєво необхідного союзу. Після переговорів із Римом Капуя звернулася до Ганнібала із пропозицією союзу. Карфагенський полководець прийняв пропозицію, утворивши разом із посольством документ, згідно якого, пунійці не мали влади над жителями Кампанії. Водночас Карфаген розміщує в місті власний гарнізон. Трохи пізніше, під час виступу перед капуанським сенатом, Ганнібал заявив, що саме Капуя стане головним містом в Італії після перемоги над Римом. Це твердження лише закріпило впевненість Капуї, а разом із тим і надійність нового союзу.

### Повернення до Неаполя
Після вирішення питання із Капуєю, Ганнібал повернувся до питання з Неаполем. Не дивлячись на появу союзника у вигляді наймогутнішого міста Північної Італії, Карфагену досі потрібен був порт. Спочатку Ганнібал спробував ще раз дипломатичним шляхом змусити Неаполь перейти на бік Карфагену, але позитивного результатів це не принесло. Тоді полководець пунійців направився у бік Ноли, який вважався ключом до захоплення Неаполя.
Внутрішня обстановки Ноли була складною. Нолонські плебеї, за словами Тита Лівія, відкрито виражала лояльність до пунійців, оскільки тягнулися до всього нового. Натомість римський сенат у повному складі зберіг вірність Риму, але не міг самотужки зберегти контроль над містом. Вони відправили письмо Клавдію Марцеллу з проханням прибути в місто з військом та допомогти з вирішення місцевих хвилювань.
Окремо цікаво зазначити, що крім Клавдія Марцелла, за словами Плутарха, був варіант поставити на чолі залишків війська після Канн минулого консула Фабія Максима. Він вважався чи не найнадійнішим та ефективним римським полководцем, який міг на рівних протистояти Ганнібалу. Але його репутація була неоднозначною через його підвищену обережність, яка надала йому клеймо боязкого та пасивного командира. Марк Клавдій Марцелл ж був героєм війни з галльськими племенами на Півдні Італії, а також мав статус відважного та впевненого командуючого.
Марк Клавдій Марцелл, отримавши листа, погодився надати допомогу місту. Він пройшов через гірській райони, роблячи великий крюк і зайшов всередину міста. Такий шлях був вибраний для того, аби випадково не зустрітися із Ганнібалом. Шанси на перемогу у відкритому бої римський полководець вважав нульовими.
Поява в Нолі римського війська зруйнували надії Карфагену на спокійне захоплення міста. Починати облогу чи провокувати римлян на відкритий бій Ганнібал не став. Замість цього він спробував організувати облогу Неаполю, але невдовзі дізнався, що до міста по морю прибув префект Марк Юній Сілан, який підняв бойовий дух неаполітанців, а також готовність боротися до кінця.
Тоді ж Ганнібал знову повернув у бік Нуцерії, яку після жорсткої облоги захопив, а людям запропонував за значні привілеї вступити у його військо. Однак місцеве населення неохоче сприйняло пропозицію карфагенського полководця, і розійшлося по землям Кампанії, зокрема в Нолу та Неаполь. Саме ж місто було зруйноване та спалене.
Ганнібал без зайвої затримки попрямував до Ноли.

## Напередодні битви

### Дії обох сторін
Клавдій Марцелл спромігся стабілізувати положення в місті появою лояльних Риму військ. Однак, при появі під стінами війська Ганнібала, плебеї із новою силою заговорили о прагненні примкнути до пунічного полководця. Наступні декілька днів склалася патова ситуація: обидва війська вишукувалися перед собою біля Ноли. Між окремими групами відбувалися сутички Та невеликі рейди, але почати битву жодна зі сторін не наважувалася.
Врешті-решт, Марку Клавдію доповіли, що як тільки римське військо знову вийде з-за стін міста, плебеї зачинять ворота. Якби подібне б сталося, то Ганнібал міг знищити римлян та захопити Нолу. Але замість того, щоб думати над безпечним відступом, римський полководець вирішив обіграти всю ситуацію собі на користь.

### Сили обох сторін
Данні про сили карфагенян та римлян у битві відомо небагато. Під управлінням Марка Клавдія перебували легіонери, які пережили битву при Каннах. Крім того, у складі війська перебувала легка піхота, новобранці та невелика кількість союзної кінноти.
Точний розмір війська Ганнібала під стінами Ноли невідома. Якщо стверджувати зі слів Полібія, то в Карфагену було різноманітне військо, яке складалося із галлів, іберійців, лівійців та пунійців. Окремо важливо зазначити, що в складі війська все більше набували лівійські частини, озброєні римськими обладунками, мечами та щитами.

## Битва при Нолі
Опис битви здебільше зберігся через записи Тіта Лівія. Якщо вірити його словам, то події розвивалися наступним чином:
В той день карфагенське військо, як зазвичай, вишукував свої порядки перед стінами міста. Через деякий час Ганнібал помітив, що армія римлян довгий час не виходить назустріч, а на стінах не було помітно охорони. Полководець подумав, що римляни дізналися про наміри ноланських плебеїв, а потому бояться виходити, і вирішив почати штурм Ноли. Таке рішення відштовхувалося від думки, що плебеї, побачивши дії пунійців, підтримують їх зсередини, дозволивши захопити місто. В самій Нолі Клавдій Марцелл робив приготування до битви. Через глашатаїв він заборонив жителям міста підходити до стін. Військо римський полководець поділив на три частини. Перед воротами, які дивилися на основні сили Карфагену, він поставив легіонерів-ветеранів, а по бокам — легку піхоту, новобранців та кінноту. Навколо військового обозу була поставлена охорона, щоб в розпал битви ноланці не здумали його розграбувати.
З табору пунійців почали вивозити облогову техніку, а їх піхота пішла вперед. Коли пунійці наближилися до стін до ворота відкрилися, і з них вибігли римські легіонери. За ними вибігли також торгівці, конюхи та інші жителі міста, які вирішили підтримати римлян, що в майбутньому дало привід пунійцям скласти враження, що перед ними куди чисельніший ворог. Для карфагенських солдат атака була несподівана, але порядки не розсіялися, і почався бій. Водночас на флангах карфагенського війська з’явилася легка піхота та кіннота римлян, які вийшли із бокових воріт. Вони вдарили по пунійцям, і вони втекли у свій табір.

Цікаво зазначити, що Плутарх та Тит Лівій оцінюють битву при Нолі як важливу перемогу Риму, визначаючи суттєві втрати з боку Ганнібала. Плутарх пише, що втрати пунійців сягали більш ніж 5 тисяч солдат проти менше 500 у римлян. Цифри Тита Лівія скромніші — 2800 на 500. При чому Лівій сам не вірить у достовірність вказаних ним даних. Також, не дивлячись на значні втрати Карфагену, античні автори не приписують Клавдію Марцеллу перемогу над Ганнібалом. Тит Лівій, як би не вказував важливість битви, приписує Риму не саме перемогу, а не програш Ганнібалу:
«В этот день совершен был великий и, пожалуй, величайший подвиг в этой войне: ибо не понести поражения от Ганнибала было в то время для победителей труднее, нежели потом победить его»
Більш того, якби битва була перемогою Риму, то це досягнення в характеристиці Клавдія Марцелла від Плутарха досягнення при Нолі описувала як велике досягнення римського полководця (замість цього він описує першу відсіч карфагенському війську), а Полібій в кінці свого твору «Загальна історія» вказав битву як вагоме досягнення Риму в боротьбі проти Карфагену (чого також немає).
Із цього можна зробити висновок, що Марк Клавдій або не розвинув успіх після успішної атаки, або його наступ був зупинений свіжими військами Карфагену, і римському війську довелося відступити за стіни міста. З іншого боку, Ганнібал не втратив свою боєздатність та міг продовжувати військові дії, тобто його втрати могли бути не настільки вагомими, щоб припинити військові дії.

## Наслідки битви
Битва при Нолі, не дивлячись на свою епізодичний характер, значно вплинув на майбутні дії Риму та Карфагену.
Відстоювання Ноли допомогло Риму зберегти важливе стратегічне місто, яке захищало Неаполь від повноцінної облоги з суші. Разом із тим значно підвищився моральний дух в римському суспільстві, оскільки він побачив, що військо Ганнібала не є непереможним, і що якщо не впадати духом, то йому можна дати відсіч.
Ганнібалу ж битва не принесла вагомих втрат, але разом із тим зірвала його плани по захопленню Неаполя. Пунійці не зуміли захопити велике портове місто задля зручного підвозу підкріплення та провіанту. Разом із тим Нола буде ще довгий час зберігати важливе стратегічне значення для обох сторін, що буде виражено наступними двома битвами біля стін міста в 215 та 214 році до Р.Х.